# William Smith (pugile)
William Alexander Smith (Johannesburg, 4 luglio 1904 – Johannesburg, 20 dicembre 1955) è stato un pugile sudafricano.

## Palmarès

### Olimpiadi
- Oro a Parigi 1924 nei pesi gallo.